# Hélène de Hohenlohe-Langenbourg
La princesse Hélène de Hohenlohe-Langenbourg (22 novembre 1807, Langenbourg, Royaume de Wurtemberg - 5 septembre 1880, Schleiz, Principauté Reuss branche cadette) est une membre de la Maison de Hohenlohe-Langenbourg et de la Maison de Wurtemberg en devenant la seconde épouse de Eugène de Wurtemberg (1788-1857).

## Famille
Hélène est la douzième enfant et la neuvième fille de Charles-Louis de Hohenlohe-Langenbourg et son épouse la comtesse Amélie-Henriette de Solms-Baruth. Elle est la plus jeune sœur de Ernest Ier de Hohenlohe-Langenbourg, beau-frère de la reine Victoria du Royaume-Uni.

## Mariage et descendance
Le 11 septembre 1827 elle épouse le duc Eugène de Wurtemberg (1788-1857), fils d'Eugène-Frédéric de Wurtemberg et de la princesse Louise de Stolberg-Gedern. Il est veuf de la princesse Mathilde de Waldeck-Pyrmont (1801-1825), fille de Georges Ier de Waldeck-Pyrmont avec laquelle il a trois enfants. Avec Hélène, Eugène a quatre autres enfants :
- Guillaume-Nicolas de Wurtemberg (20 juillet 1828 – 5 novembre 1896)
- Alexandrine-Mathilde de Wurtemberg (16 décembre 1829 – 2 septembre 1913)
- Nicolas de Wurtemberg (1er mars 1833 – 22 février 1903), marié en 1868, à sa nièce, la duchesse Wilhelmine de Wurtemberg.
- Agnès de Wurtemberg (13 octobre 1835 – 10 juillet 1886), mariée en 1858 à Henri XIV Reuss branche cadette.